# Abu Dhabis Grand Prix 2016
Abu Dhabis Grand Prix 2016 (officielle navn: 2016 Formula 1 Etihad Airways Abu Dhabi Grand Prix) var et Formel 1-løb som blev arrangeret 27. november 2016 på Yas Marina Circuit i Abu Dhabi i Forenede Arabiske Emirater. Det var det 21. og sidste løb i Formel 1-sæsonen 2016 og det ottende Abu Dhabis Grand Prix.
Løbet blev vundet af Mercedes-køreren Lewis Hamilton, som startede fra pole position. På andenpladsen kom hans teamkollega Nico Rosberg, som dermed sikrede sig sit første verdensmesterskab, med bare 5 points margin til Hamilton. På tredjepladsen kom Ferraris Sebastian Vettel.

## Resultater

### Kvalifikation
| Pos.               | Nr. | Kører             | Konstruktør               | Del 1    | Del 2    | Del 3    | Grid |
| ------------------ | --- | ----------------- | ------------------------- | -------- | -------- | -------- | ---- |
| 1                  | 44  | Lewis Hamilton    | Mercedes                  | 1.39,487 | 1.39,382 | 1.38,755 | 1    |
| 2                  | 6   | Nico Rosberg      | Mercedes                  | 1.40,511 | 1.39,490 | 1.39,058 | 2    |
| 3                  | 3   | Daniel Ricciardo  | Red Bull Racing-TAG Heuer | 1.41,002 | 1.40,429 | 1.39,589 | 3    |
| 4                  | 7   | Kimi Räikkönen    | Ferrari                   | 1.40,338 | 1.39,629 | 1.39,604 | 4    |
| 5                  | 5   | Sebastian Vettel  | Ferrari                   | 1.40,341 | 1.40,034 | 1.39,661 | 5    |
| 6                  | 33  | Max Verstappen    | Red Bull Racing-TAG Heuer | 1.40,424 | 1.39,903 | 1.39,818 | 6    |
| 7                  | 27  | Nico Hülkenberg   | Force India-Mercedes      | 1.41,000 | 1.40,709 | 1.40,501 | 7    |
| 8                  | 11  | Sergio Pérez      | Force India-Mercedes      | 1.40,864 | 1.40,743 | 1.40,519 | 8    |
| 9                  | 14  | Fernando Alonso   | McLaren-Honda             | 1.41,616 | 1.41,044 | 1.41,106 | 9    |
| 10                 | 19  | Felipe Massa      | Williams-Mercedes         | 1.41,157 | 1.40,858 | 1.41,213 | 10   |
| 11                 | 77  | Valtteri Bottas   | Williams-Mercedes         | 1.41,192 | 1.41,084 |          | 11   |
| 12                 | 22  | Jenson Button     | McLaren-Honda             | 1.41,158 | 1.41,272 |          | 12   |
| 13                 | 21  | Esteban Gutiérrez | Haas-Ferrari              | 1.41,639 | 1.41,480 |          | 13   |
| 14                 | 8   | Romain Grosjean   | Haas-Ferrari              | 1.41,467 | 1.41,564 |          | 14   |
| 15                 | 30  | Jolyon Palmer     | Renault                   | 1.41,775 | 1.41,820 |          | 15   |
| 16                 | 94  | Pascal Wehrlein   | MRT-Mercedes              | 1.41,886 | 1.41,995 |          | 16   |
| 17                 | 26  | Daniil Kvjat      | Toro Rosso-Ferrari        | 1.42,003 |          |          | 17   |
| 18                 | 20  | Kevin Magnussen   | Renault                   | 1.42,142 |          |          | 18   |
| 19                 | 12  | Felipe Nasr       | Sauber-Ferrari            | 1.42,247 |          |          | 19   |
| 20                 | 31  | Esteban Ocon      | MRT-Mercedes              | 1.42,286 |          |          | 20   |
| 21                 | 55  | Carlos Sainz, Jr. | Toro Rosso-Ferrari        | 1.42,393 |          |          | 21   |
| 22                 | 9   | Marcus Ericsson   | Sauber-Ferrari            | 1.42,637 |          |          | 22   |
| 107%-tid: 1.46,451 |     |                   |                           |          |          |          |      |
| Kilde:             |     |                   |                           |          |          |          |      |

### Løbet
| Pos.   | Nr. | Kører             | Konstruktør               | Omgange | Tid/Udgået      | Startpos. | Point |
| ------ | --- | ----------------- | ------------------------- | ------- | --------------- | --------- | ----- |
| 1      | 44  | Lewis Hamilton    | Mercedes                  | 55      | 1:38.04,013     | 1         | 25    |
| 2      | 6   | Nico Rosberg      | Mercedes                  | 55      | +0,439          | 2         | 18    |
| 3      | 5   | Sebastian Vettel  | Ferrari                   | 55      | +0,843          | 5         | 15    |
| 4      | 33  | Max Verstappen    | Red Bull Racing-TAG Heuer | 55      | +1,685          | 6         | 12    |
| 5      | 3   | Daniel Ricciardo  | Red Bull Racing-TAG Heuer | 55      | +5,315          | 3         | 10    |
| 6      | 7   | Kimi Räikkönen    | Ferrari                   | 55      | +18,816         | 4         | 8     |
| 7      | 27  | Nico Hülkenberg   | Force India-Mercedes      | 55      | +50,114         | 7         | 6     |
| 8      | 11  | Sergio Pérez      | Force India-Mercedes      | 55      | +58,776         | 8         | 4     |
| 9      | 19  | Felipe Massa      | Williams-Mercedes         | 55      | +59,436         | 10        | 2     |
| 10     | 14  | Fernando Alonso   | McLaren-Honda             | 55      | +59,896         | 9         | 1     |
| 11     | 8   | Romain Grosjean   | Haas-Ferrari              | 55      | +1.16,777       | 14        |       |
| 12     | 21  | Esteban Gutiérrez | Haas-Ferrari              | 55      | +1.35,113       | 13        |       |
| 13     | 31  | Esteban Ocon      | MRT-Mercedes              | 54      | +1 omgang       | 20        |       |
| 14     | 94  | Pascal Wehrlein   | MRT-Mercedes              | 54      | +1 omgang       | 16        |       |
| 15     | 9   | Marcus Ericsson   | Sauber-Ferrari            | 54      | +1 omgang       | 22        |       |
| 16     | 12  | Felipe Nasr       | Sauber-Ferrari            | 54      | +1 omgang       | 19        |       |
| 17     | 30  | Jolyon Palmer     | Renault                   | 54      | +1 omgang       | 15        |       |
| Ret    | 55  | Carlos Sainz, Jr. | Toro Rosso-Ferrari        | 41      | Kollisionsskade | 21        |       |
| Ret    | 26  | Daniil Kvjat      | Toro Rosso-Ferrari        | 14      | Gearkasse       | 17        |       |
| Ret    | 22  | Jenson Button     | McLaren-Honda             | 12      | Affjedring      | 12        |       |
| Ret    | 77  | Valtteri Bottas   | Williams-Mercedes         | 6       | Affjedring      | 11        |       |
| Ret    | 20  | Kevin Magnussen   | Renault                   | 5       | Affjedring      | 18        |       |
| Kilde: |     |                   |                           |         |                 |           |       |

Noter til tabellerne
1. ↑  Jolyon Palmer fik en tidsstraf på fem sekunder for at have forårsaget en kollision med Carlos Sainz, Jr.

## Stillingen i mesterskaberne efter løbet
| Nr. | +/- | Kører             | Point |
| --- | --- | ----------------- | ----- |
| 1   |     | Nico Rosberg      | 385   |
| 2   |     | Lewis Hamilton    | 380   |
| 3   |     | Daniel Ricciardo  | 256   |
| 4   |     | Sebastian Vettel  | 212   |
| 5   |     | Max Verstappen    | 204   |
| 6   |     | Kimi Räikkönen    | 186   |
| 7   |     | Sergio Pérez      | 101   |
| 8   |     | Valtteri Bottas   | 85    |
| 9   |     | Nico Hülkenberg   | 72    |
| 10  |     | Fernando Alonso   | 54    |
| 11  |     | Felipe Massa      | 53    |
| 12  |     | Carlos Sainz, Jr. | 46    |
| 13  |     | Romain Grosjean   | 29    |
| 14  |     | Daniil Kvjat      | 25    |
| 15  |     | Jenson Button     | 21    |
| 16  |     | Kevin Magnussen   | 7     |
| 17  |     | Felipe Nasr       | 2     |
| 18  |     | Jolyon Palmer     | 1     |
| 19  |     | Pascal Wehrlein   | 1     |
| 20  |     | Stoffel Vandoorne | 1     |
| 21  |     | Esteban Gutiérrez | 0     |
| 22  |     | Marcus Ericsson   | 0     |
| 23  |     | Esteban Ocon      | 0     |
| 24  |     | Rio Haryanto      | 0     |

| Nr. | +/- | Konstruktør          | Point |
| --- | --- | -------------------- | ----- |
| 1   |     | Mercedes             | 765   |
| 2   |     | Red Bull-TAG Heuer   | 468   |
| 3   |     | Ferrari              | 398   |
| 4   |     | Force India-Mercedes | 173   |
| 5   |     | Williams-Mercedes    | 138   |
| 6   |     | McLaren-Honda        | 76    |
| 7   |     | Toro Rosso-Ferrari   | 63    |
| 8   |     | Haas-Ferrari         | 29    |
| 9   |     | Renault              | 8     |
| 10  |     | Sauber-Ferrari       | 2     |
| 11  |     | Manor-Mercedes       | 1     |